# Pieszyce Środkowe
Pieszyce Środkowe – nieczynna stacja kolejowa w Pieszycach, w województwie dolnośląskim, w Polsce.